# Ross Greer
Ross John Greer, né le 1er juin 1994, est un homme politique écossais qui est membre du Parlement écossais (MSP) pour la région de l'Ouest de l'Écosse depuis 2016. Député des Verts écossais, il est le plus jeune député parlementaire élu aux élections de 2016.

## Jeunesse et carrière
Ross Greer fait ses études à la Bearsden Academy, qu'il quitte en 2012. Il est membre du Parlement écossais des jeunes, représentant la circonscription de Clydebank et Milngavie 2011-13. Il rejoint les Verts écossais à l'âge de 15 ans et participe au concours Debating Matters en 2012, où il atteint la finale nationale.
Ross Greer commence des études à l'Université de Strathclyde, en psychologie et en politique, mais part sans diplôme en décembre 2012 pour travailler pour la campagne indépendantiste Yes Scotland en tant que coordinateur des jeunes et des étudiants et devient le coordinateur de leur communauté au cours de la Référendum sur l'indépendance écossaise de 2014. Après le référendum, il est employé par les Verts écossais dans un rôle impliquant le développement de la stratégie.

## Carrière politique
Ross Greer se présente comme candidat des Verts écossais dans la circonscription d'East Dunbartonshire aux élections générales de 2015, obtenant la 5e place avec 804 voix (1,5 %). Il devient ensuite le porte-parole du parti des Verts écossais sur l'Europe et les affaires extérieures. En mars 2015, les Verts écossais annoncent qu'il est choisi comme tête de leur liste régionale de l'ouest de l'Écosse, à la suite d'un scrutin de leurs membres.
Avant les élections au Parlement écossais de 2016, Ross Greer critique le fait que le niveau général d'engagement avec les jeunes de 16 et 17 ans en tant qu'électeurs pour la première fois est inférieur à ce qui a été observé lors du référendum. Le 6 mai 2016, il est élu avec 17 218 voix (5,3 %) en tant que membre supplémentaire pour la région de l'ouest de l'Écosse. Élu à l'âge de 21 ans, il devient le plus jeune MSP d’Écosse. Avant l'élection de Ross Greer, le plus jeune MSP est auparavant Mark Griffin, du parti travailliste, qui a 25 ans lorsqu'il est élu pour la première fois en 2011. Le 22 mai, il est nommé porte-parole des Verts écossais pour le développement international et les affaires extérieures, l'éducation et les compétences, et la culture et les médias.
Il est actuellement coprésident du comité exécutif des Verts écossais.

## Vie privée
Greer est membre de l'Église d'Écosse.